# Wilhelm-Ernst-Gymnasium

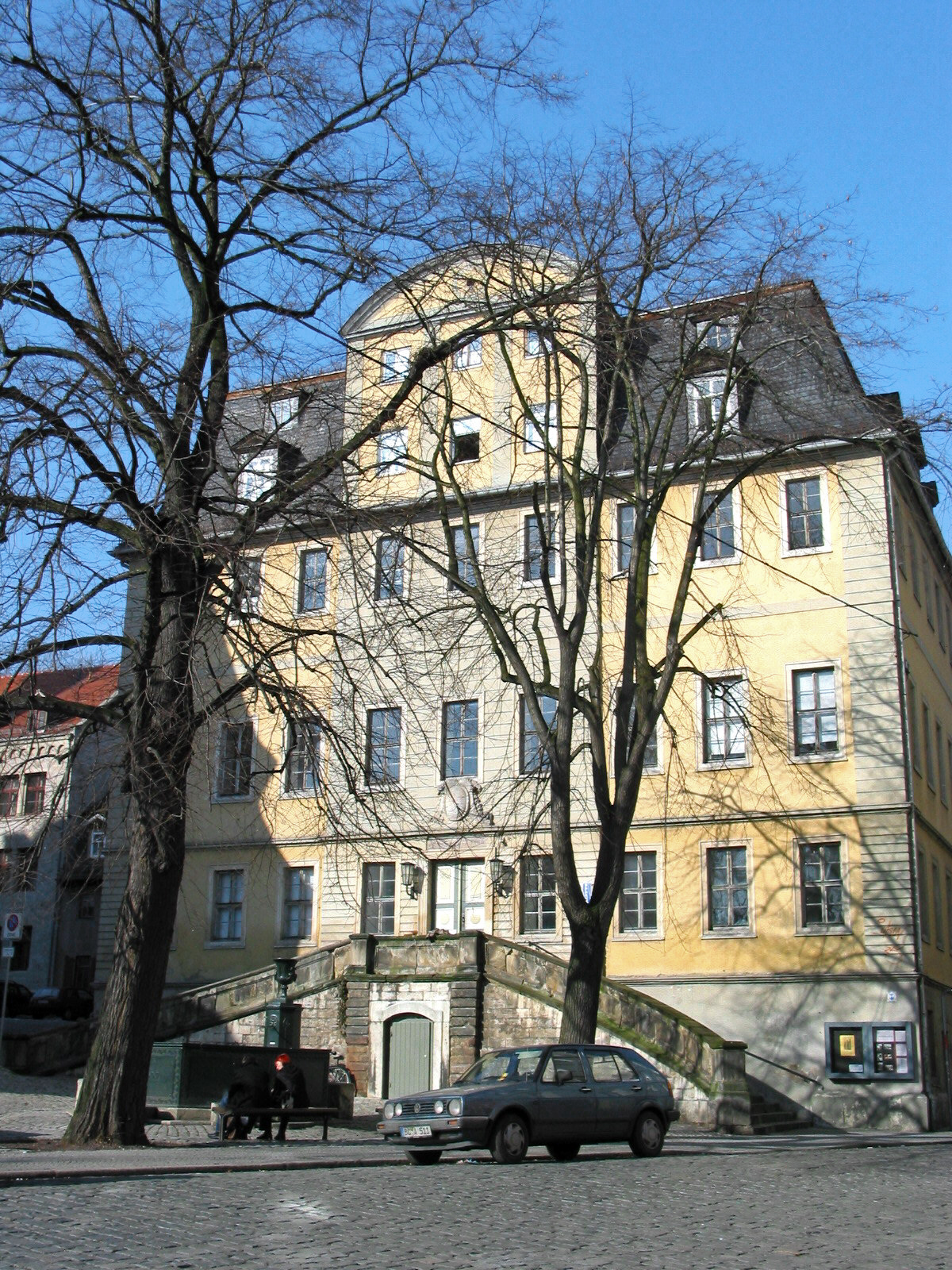
Vista sud della "Alten Gymnasiums“ su Herderplatz a Weimar (prima della ristrutturazione)

Il Wilhelm-Ernst-Gymnasium, su Herderplatz 14 a Weimar, venne fondato nel 1712 dal duca Guglielmo Ernesto di Sassonia-Weimar ed è l'edificio scolastico più antico della città. Qui insegnarono gli scrittori Johann Gottfried Herder, Johann Heinrich Voss, Friedrich Wilhelm Riemer e Johann Karl August Musäus. La vecchia scuola di grammatica è designata come monumento unico e uno dei pochi edifici civili conservati del periodo preclassico a Weimar. Si trova nel centro storico e, uno dei tre siti di Weimar correlati a Herder, fa parte della Weimar classica e dichiarato Patrimonio dell'Umanità dall'UNESCO nel 1998.

## Storia

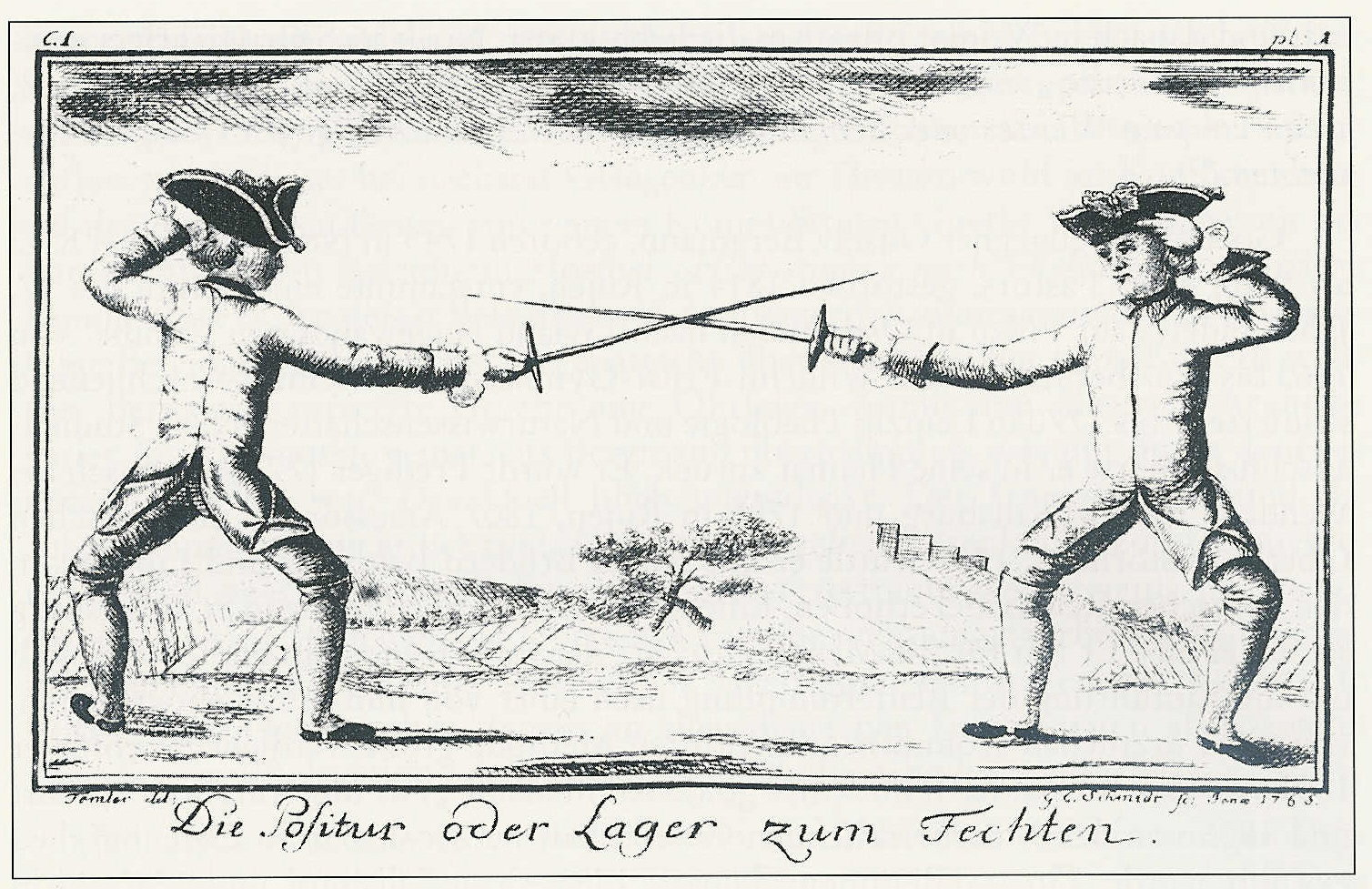
Il maestro di scherma Weischner della scuola superiore di Weimar posa con uno studente per un'illustrazione nel suo libro di scherma del 1765

Il Wilhelm-Ernst-Gymnasium venne fondato nel 1712 per volere del duca Guglielmo Ernesto di Sassonia-Weimar, al posto della scuola di campagna del 1561, come nuova scuola ducale per i più dotati sotto il nome di "Wilhelminum Ernestinum". Tra gli insegnanti c'erano Johann Heinrich Voss, Friedrich Wilhelm Riemer e Johann Karl August Musäus. Dopo diversi anni di insegnamento, il sovrintendente generale Johann Gottfried Herder, che era stato nominato a Weimar, rilevò la direzione del liceo nel 1776 e, come eforo, ricevette anche la supervisione generale di tutte le scuole del Ducato di Sassonia-Weimar-Eisenach. Dal 1784 in poi, il granduca Carlo Augusto lasciò la sala da ballo alla congregazione riformata per il culto. Intorno al 1800 la scuola ricevette una biblioteca scolastica che mancava da molto tempo (parti di essa arrivarono agli archivi della città di Weimar intorno al 1950). Nel XIX secolo l'edificio continuò ad essere un liceo umanistico. L'aumento del numero degli studenti, nell'ottobre 1887 portò al trasferimento in un nuovo edificio scolastico più grande in Amalienstraße 4 (dal settembre 1991 Goethegymnasium Weimar). Il vecchio edificio su Herderplatz fu adibito a scuola di edilizia granducale sassone dal 1910. Il Wilhelm-Ernst-Gymnasium è stato indicato come tale solo fino al 1945. Nel 1953, ai tempi della DDR vi venne allestito un museo di storia naturale. L'edificio comprendeva anche il “Politecnico” delle scuole di Weimar con lezioni di insegnamento e sale di esercitazione.

## Edificio

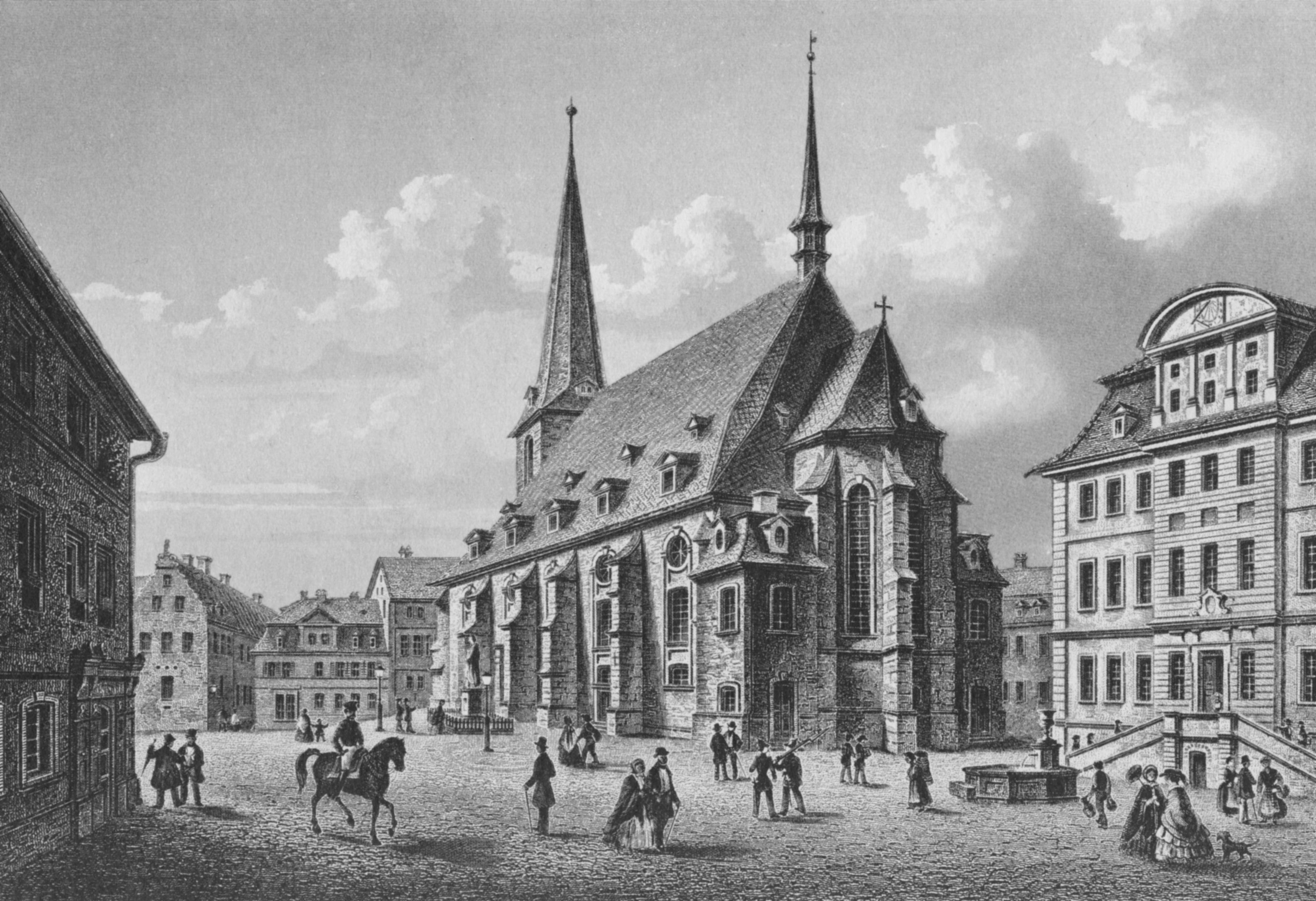
La Herderplatz da sud-est intorno al 1840, a destra il Wilhelm-Ernst-Gymnasium con scala esterna, incisione su acciaio di L. Oeder

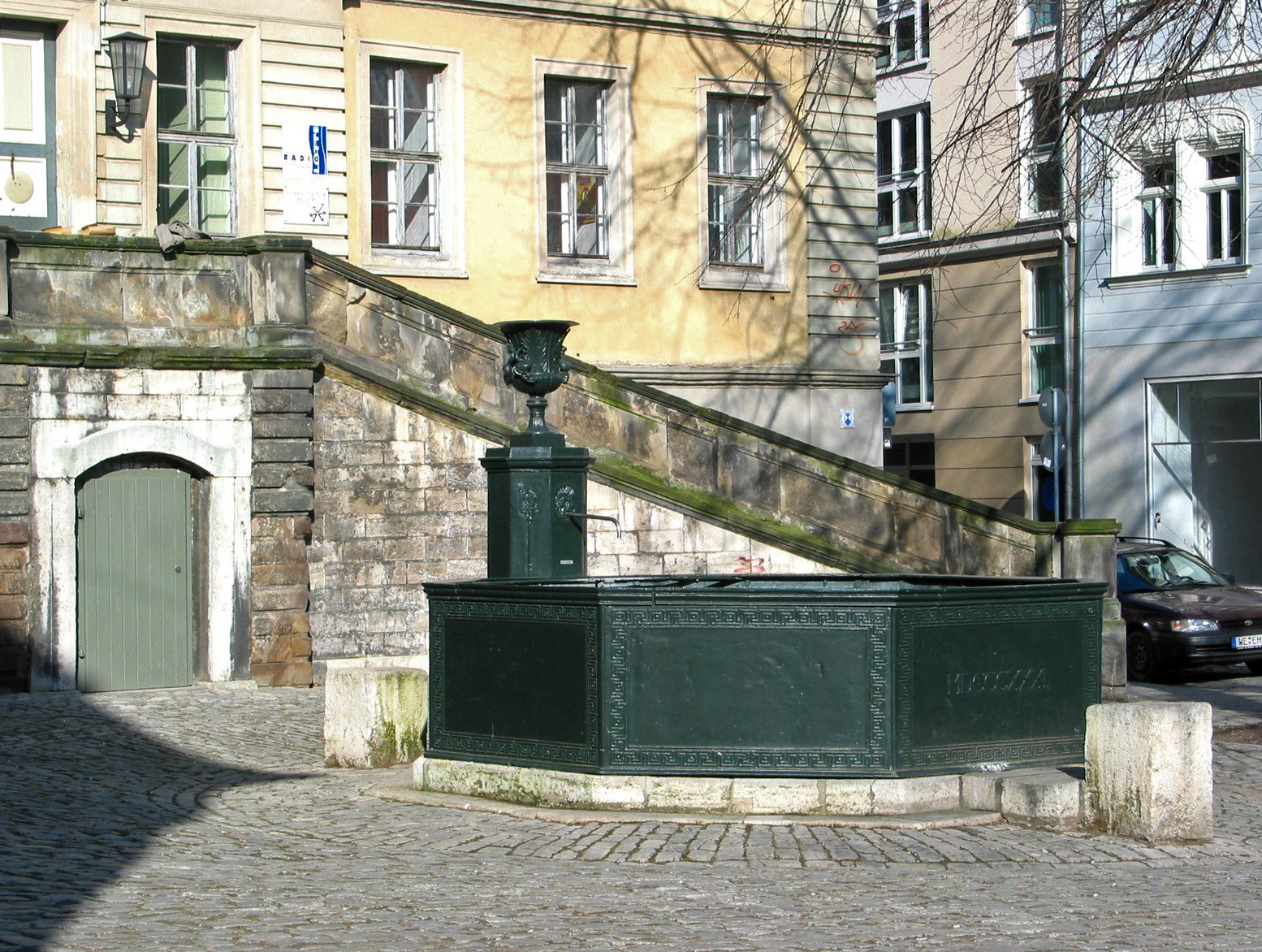
Ingresso sud della scuola con una scala in pietra, di fronte alla "Herderbrunnen" in ghisa di C.W. Coudray

L'edificio scolastico in stile barocco, che porta ancora l'iscrizione "Soli deo gloria" (in latino "solo Dio per la gloria"), fu costruito tra il 1712 e il 1716 proprio accanto alla chiesa comunale di San Pietro e Paolo sotto la direzione del capomastro Christian Richter. Si tratta di un edificio a tre piani con un tetto mansardato alto ed esteso e una piccola casa sul tetto. La facciata è enfatizzata da un avancorpo centrale a tre assi, coronato da un'abitazione a due piani. Di fronte alla facciata c'è un ampio scalone a due rampe che domina l'intero piazzale. La scala originariamente probabilmente in pietra fu sostituita da una scala in legno nel 1860. Nel 1976 il foyer, un tempo spazioso, che collegava il piano terra con il piano superiore, fu chiuso a favore di un'aula aggiuntiva e fu installato un massiccio nucleo di scale in acciaio con gradini in blocchi di cemento. L'edificio ha al piano terra e al primo piano sei grandi aule e una sala, il cui soffitto in stucco è stato in gran parte conservato. Gli appartamenti dell'insegnante erano un tempo alloggiati al secondo piano e in soffitta. Si conservano ancora alcune porte e finestre a doppia anta dei serramenti originali, il resto è stato sostituito in un secondo momento. Durante l'era della DDR, un murale di influenza politica, fatto di piastrelle dipinte, fu installato nell'area d'ingresso.

## Herderbrunnen
Di fronte alla scala in pietra del Wilhelm-Ernst-Gymnasium, in direzione di Herderplatz, dal 1832 si trova una fontana ottagonale in ghisa basata sul progetto dell'architetto e direttore dei lavori Clemens Wenzeslaus Coudray, che è stata opportunamente chiamata Herderbrunnen per la posizione. Le sue parti vennero fuse in una fonderia della Franconia vicino a Coburgo. Il suo aspetto è simile alla prima fontana in ghisa di Weimar, la Fontana di Goethe, che fu installata sul Frauenplan nel 1822. Anche qui la fontana ha un obelisco con sopra un cratere a corona. Il gargoyle ha la forma di una faccia di diavolo. Un serpente stilizzato adorna al centro una delle vasche della fontana. I bordi dei pannelli, invece, sono delimitati ciascuno da una fascia a meandro continuo. La base, le pietre del tallone e l'abbeveratoio per cani sono in travertino in contrasto con la vasca in ghisa.

## Uso di oggi
I locali dell'edificio, oggi noto anche come “Altes Gymnasium Weimar”, sono stati utilizzati dopo il 1999 e fino al 2008 dalla non commerciale “Radio Lotte”. Anche il Weimar Adult Education Center con la sua ubicazione vicina a Herderplatz 9 usava l'edificio di tanto in tanto. L'insieme del sito UNESCO della Weimar classica, costituito dall'ex ginnasio, dall'Herderhaus e della Herderkirche ("Chiesa di Herder") è stato restaurato al costo di 5,4 milioni di euro dal "Programma nazionale di investimenti del patrimonio mondiale dell'UNESCO". Nel 2018 l'ufficio del registro della città di Weimar si è trasferito nell'ex Wilhelm-Ernst-Gymnasium a Herderplatz 14.

## Direttori
Direttori e vicedirettori del liceo classico (ordinati per durata del mandato):
- Johann Matthias Gesner (1691–1761), filologo classico e bibliotecario - vicerettore dal 1715 al 1729
- Jakob Carpov (1699-1768), filosofo, teologo e matematico, rettore dal 1737, direttore dal 1745 al 1768
- Johann Michael Heinze (1717-1790), filologo, rettore
- Johann Friedrich Hirt (1719–1783), teologo protestante, orientalista, filosofo - vicerettore dal 1748 al 1758
- Johann Gottfried Herder (1744-1803), poeta, traduttore, teologo, filosofo - direttore dal 1776 al 1791
- Karl August Böttiger (1760–1835), filologo, scrittore archeologico - direttore dal 1791 al 1806
- August Gotthilf Gernhard (1771–1845), filologo - direttore dal 1819 al 1845
- Johann Friedrich Röhr (1777–1848), teologo, scrittore, oratorio di Goethe - eforo dal 1820
- Hermann Sauppe (1809-1893), filologo classico, pedagogo ed epigrafista - direttore dal 1845 al 1856
- Gustav Weiland, direttore dal 1856 al 1860
- Hermann Rassow (1819-1907), ricercatore greco e aristotelico - direttore dal 1860 al 1881
- Hugo Ilberg (1828-1883), rispettato insegnante di liceo - vicerettore dal 1861 al 1862
- Ludwig Less (1841-1926), direttore dal 1881 al 1908
- Paul Koetschau (1857-1939), direttore dal 1908 al 1923
- Carl Theil (1886-1945), direttore dal 1923 al 1924
- Emil Herfurth (1887-1951), direttore dal 1932 al 1945, politico (DNVP, NSDAP)

## Insegnanti
- Johann Karl August Musäus (1735–1787), scrittore, filologo, collezionista di fiabe - dal 1769 professore di lingue e storia antiche
- Johann Traugott Leberecht Danz (1769–1851), storico della chiesa e teologo - insegnante fino al 1798
- Heinrich Voß (1779-1822), filologo classico - dal 1804 al 1806 professore di latino e greco
- Franz Passow (1786–1833), filologo classico - dal 1807 al 1810 professore di greco
- Ferdinand Gotthelf Hand (1786-1851), filologo classico - dal 1810 professore di filosofia e letteratura greca
- Johannes Schulze (1786-1869), teologo prussiano, filologo, educatore e responsabile culturale - dal 1808 al 1812 professore
- Friedrich Wilhelm Riemer (1774–1845), filologo, scrittore, bibliotecario, segretario di Goethe - professore dal 1812 al 1821
- Heinrich Graefe (1802–1868), pedagogo - insegnante spirituale al liceo
- Christian Gottlob Tröbst (1811-1888), teologo, filosofo e matematico - dal 1847 professore
- Gustav Lothholz (1822–1903), filologo classico - dal 1848 al 1861 professore
- Otto Apelt (1845-1932), filologo classico e traduttore - dal 1869 al 1898 professore
- Hermann Rassow (1819-1907), filologo classico, direttore 1860-1881, consigliere del liceo nel Granducato di Sassonia-Weimar-Eisenach
- Rudolf Quantity (1845-1912), filologo classico e insegnante - dal 1867 al 1876 insegnante al liceo classico

## Studenti e laureati
Famosi studenti delle scuole superiori e laureati (ordinati per anno di nascita):
- Johann Andreas Pörtzel (1736-1821), parroco, poi sovrintendente a Blankenhain (Turingia)
- August Wilhelm Hupel (1737–1819), pastore tedesco-baltico, letterato
- Friedrich Justin Bertuch (1747–1822), editore e mecenate
- Johann Gottlob Bernstein (1747-1835), medico, professore di medicina
- Johann Gottfried Hasse (1759-1806), teologo e orientalista
- August von Kotzebue (1761-1819), drammaturgo e scrittore, console generale russo - diploma di scuola superiore nel 1777
- Christian August Vulpius (1762–1827), scrittore, bibliotecario, cognato di Goethe
- Johann Christoph Gottlob Weise, botanico e scrittore tedesco
- Carl Leberecht Schwabe (1778-1851), sindaco della città di Weimar, consigliere sassone-Weimar
- Gottlob König (1779–1849), scienziato forestale - allievo dal 1790 al 1794
- Karl Benedikt Hase (1780-1864), greco, paleografo, professore e bibliotecario
- Wilhelm Martin Leberecht de Wette (1780–1849), teologo
- Hieronymus Müller (1785–1861), filologo e traduttore
- Johann Gottlob Töpfer (1791-1870), organista e compositore - studente dal 1804 al 1808
- Karl Wilhelm Göttling (1793–1869), filologo classico
- Emil Huschke (1797-1858), anatomista, zoologo ed embriologo - allievo dal 1811
- Johann Christian Lobe (1797–1881), compositore e teorico musicale - studente dal 1804 al 1811
- Constantin Ackermann (1799–1877), sovrintendente generale a Meiningen
- Friedrich Bernhard Vermehren (1802–1871), giudice d'appello a Jena
- Ernst Eduard Ludwig Wedel (1804–1877), medico personale granducale sassone - studente dal 1817
- Heinrich Aemilius August Danz (1806-1881), studioso di diritto - allievo dal 1820
- Carl Zeiß (1816–1888), meccanico e imprenditore (ottica) - allievo fino al 1832
- Karl Eckermann (1834–1891), paesaggista
- Alfred Götze (1865-1948), direttore di museo - allievo dal 1875 al 1886
- Hans Zenker (1870-1932), ammiraglio della marina imperiale, capo della direzione navale - studente fino al 1889
- Arthur von Geldern-Crispendorf (1871–1962), proprietario di un maniero e politico tedesco
- Hermann Jöck (1873-1925), membro del Landtag dello Stato libero di Sassonia-Weimar-Eisenach
- Hans Wahl (1885-1949), ricercatore di Goethe, direttore di musei e archivi - allievo dal 1894
- Georg Haar (1887-1945), notaio - studente dal 1897 al 1906
- Felix Raabe (1900-1996), direttore d'orchestra e musicologo - Abitur nel 1919
- Othmar Jauernig (1927–2014), studioso di diritto